# Hercules en de centaur Nessus
Hercules en de centaur Nessus (Italiaans: Ercole e il centauro Nesso) is een marmeren beeld van de beeldhouwer Giambologna uit 1598. Het staat in de Loggia dei Lanzi aan de Piazza della Signoria in Florence.

## Beschrijving
Giambologna, de geïtalianiseerde naam van de in Frans-Vlaanderen geboren beeldhouwer Jean (de) Boulogne, neemt ondanks zijn afkomst een belangrijke plaats in de ontwikkeling van de Italiaanse beeldhouwkunst in. Hij slaagde erin de invloed van Michelangelo te verwerken in het theatrale maniërisme. Zijn decoratieve en dynamische werken kenmerken zich door hun verdraaide en kronkelige figuren.
Deze stilistische kenmerken komen ook duidelijk naar voren in Hercules en de centaur Nessus. Het lichaam van de centaur Nessus wordt krachtig, bijna elastisch gebogen door het geweld van Hercules, die symbool staat voor de allerhoogste burgerlijke deugden en beschermgod van Florence is. In de Griekse mythologie wordt verteld hoe Nessus had geprobeerd om zich te vergrijpen aan Deianeira, de vrouw van Hercules, toen hij haar hielp een rivier over te steken. De held doodde hem daarop met zijn dodelijke pijlen. Giambologna legde het hoogtepunt van deze strijd vast. Hij concentreerde zich op talloze details, zoals het dikke gekrulde haar van de centaur, de diepbedroefde uitdrukking op zijn gezicht en de ongecontroleerde woede op Hercules' gezicht. 

## Geschiedenis
Hercules en de centaur Nessus was waarschijnlijk het laatste grote marmeren werk dat Giambologna maakte. Hij was al op hoge leeftijd en zijn assistent Pietro Francavilla heeft een grote bijdrage geleverd. De beeldengroep werd gemaakt voor Ferdinando de' Medici. Het onderwerp was Giambologna niet onbekend, want voor Ferdinando’s voorganger, Francesco I de' Medici, had de kunstenaar al een serie beelden over de werken van Hercules gemaakt.
In 1599 werd Hercules en de centaur Nessus op de Canto dei Carnesecchi in Florence geplaatst. Later werd de beeldengroep verplaatst naar de loggia onder de Uffizi en vervolgens naar het kleine plein bij de Ponte Vecchio op de linkeroever van de Arno. In 1812 kreeg het werk zijn definitieve locatie in de Loggia dei Lanzi.

## Afbeeldingen

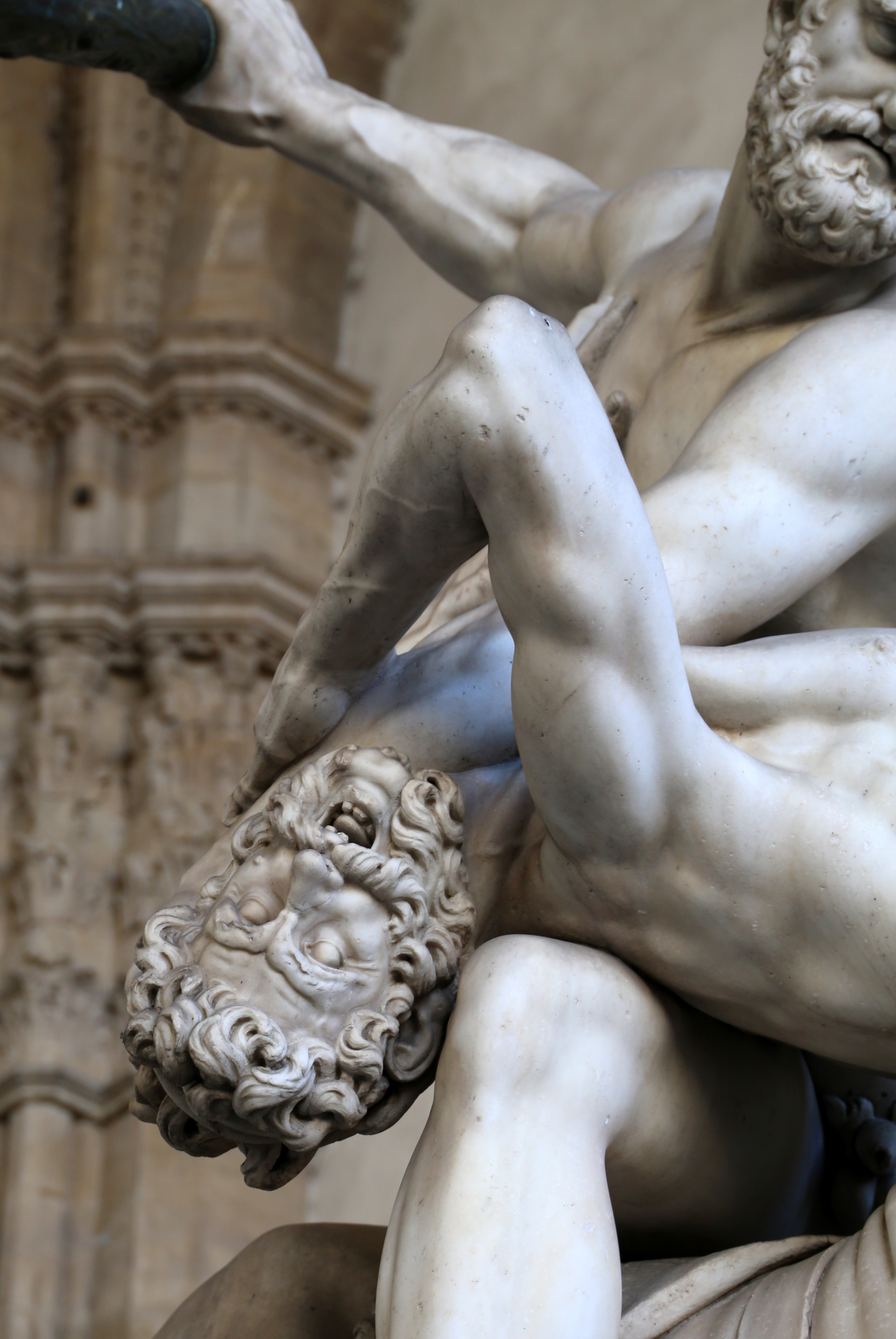
Detail
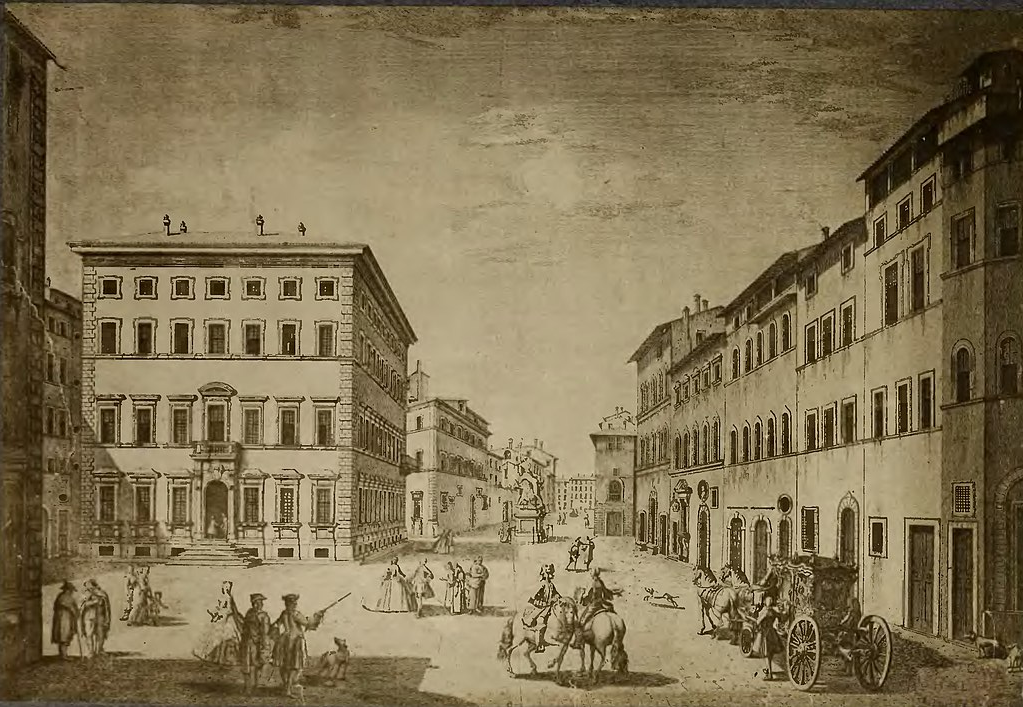
Canto dei Carnesecchi met het beeld (1744)